# Безфабрична компанія

Безфабрична компанія (фаблесс-компанія, від англ. fabrication — виготовлення і англ. -less — суфікс, що позначає відсутність) — компанія, яка спеціалізується тільки на розробці та продажу мікроелектроніки, але не має власних виробничих потужностей (англ. fabrication facilites) — тобто OEM.

## Модель роботи компаній
Щоб виготовити свою продукцію, Fabless company передає технологію та розміщує замовлення на спеціалізованому виробництві інших компаній, які часто називають кремнієвими заводами (англ. silicon foundry).
Такий спосіб діяльності компанії-розробника називають фаблесс-моделлю, в основі якого лежить відомий принцип поділу праці, що підвищує ефективність виробництва в умовах конкуренції. Відмовляючись від власного виробництва, компанія-розробник отримує можливість більш ефективно використовувати свої ресурси та зосередити зусилля тільки на дослідженнях і проектуванні кінцевого продукту. Своєю чергою, контрактний виробник зосереджений на ефективній підтримці конкурентоспроможності заводських потужностей. Ця бізнес-модель якнайкраще підходить для виходу на ринок нових компаній, дозволяючи звести до мінімуму стартові інвестиції.
Піонерами цього напрямку вважаються Берні Вандершмідт (компанія Xilinx) і Гордон А. Кембелл (компанія Chips and Technologies).

## Історія
До 1980-х років мікроелектронні компанії володіли власними фабриками і розробляли мікросхеми, які самі ж і виробляли. Вони ж займалися складанням і тестуванням.
До того часу, за підтримки капіталу приватних акціонерів, почали формуватися більш дрібні компанії під керівництвом кваліфікованих інженерів з підприємницьким талантом, що стали створювати власні інноваційні конструкції мікросхем. Як і всяка високотехнологічна промисловість, напівпровідниковий виробництво є дуже дорогим, особливо для тих, хто тільки починає рости. Виходом для них стало розміщення замовлень на надлишкових потужностях вже існуючих фабрик.
Одночасно з цим з'явилася і індустрія незалежних фабрик — першим був Морріс Чанг, що заснував компанію Taiwan Semiconductor Manufacturing Corporation (TSMC).
У 1994 році група директорів мікроелектронних компаній на чолі з Джоді Шелтон вирішили створити асоціацію напівпровідникових фаблесс-компаній Fabless Semiconductor Association (FSA) з метою сприяти глобальному розвитку цієї бізнес-моделі. У той час це вважалася тимчасовим заходом для того, щоб зайняти незавантажені виробничі потужності, в той час як компанії будували свої власні заводи. Зараз асоціація нараховує вже більше 500 членів.
Фаблесс-компанії пережили етап скептичного ставлення до себе і в 1990-х роках приклад таких компаній, як Nvidia, Broadcom і Xilinx довів життєздатність ідеї. У 1994 році їх було всього три — Cirrus Logic, Adaptec і Xilinx, з доходом трохи вище $ 250 млн. У 2007 році існувало вже більше десяти фаблесс-компаній з доходом понад $ 1 млрд.
Несподівано навіть деякі компанії-власники кремнієвих фабрик стали користуватися послугами цього бізнесу, наприклад Conexant Systems, Semtech і LSI Logic. Навіть великі гравці ринку напівпровідників, такі як Freescale, Infineon, Texas Instruments і Cypress Semiconductor використовують зовнішні фабрики для виробництва частини свого асортименту.